# Konrad Mätzig
Konrad Mätzig (geboren 8. Mai 1940 in Würgsdorf, Kreis Bolkenhain, Provinz Niederschlesien) ist ein deutscher Maler, Bildhauer und Kunstpädagoge. Er unterhält sein Atelier an seinem Wohnsitz in Einbeck-Avendshausen.

## Leben
Die Familie des mitten im Zweiten Weltkrieg 1940 in Schlesien geborenen Konrad Mätzig verschlug es in der frühen Nachkriegszeit 1946 nach Nieheim im Kreis Höxter. Nach seinem Schulabschluss besuchte Mätzig von 1961 bis 1962 zunächst eine Mal- und Zeichenschule in München. Anschließend studierte er von 1962 bis 1963 in Kassel an der damaligen Werkkunstschule, dann von 1963 bis 1967 an der Kasseler Hochschule für Bildende Künste unter Arnold Bode Malerei.
Mätzig eröffnete 1977 sein Atelier an seinem Wohnsitz in Einbeck-Avendshausen. Er unterrichtete seitdem unter anderem als Dozent in Northeim an der dortigen Kreisvolkshochschule sowie im Kreativ-Atelier der Hahnemühle FineArt AG. 1979 erhielt er ein Künstlerstipendium des Landes Niedersachsen, 1979/1980 ein Niedersächsisches Arbeitsstipendium auf Schloss Bleckede. Gemeinsam mit seinen Künstlerkollegen Gerhard Bogatzki und Harro Boit stellte er anschließend in der vom Museumsverein für das Fürstentum Lüneburg geförderten Künstlerstätte Schloss Bleckede aus.
1984 wurde Mätzig mit dem Kulturpreis Schlesien des Landes Niedersachsen ausgezeichnet. In den 1990er Jahren nahm der Künstler an verschiedenen Symposien teil. Konrad Mätzig ist Mitglied im Bund Bildender Künstler (BBK).

## Symposien
- 1991: Bildhauersymposium, Kreisvolkshochschule Stadthagen[2]
- 1993:
  - Künstlersymposium „Begegnungen“, Schloss Imbshausen[2]
  - Bildhauersymposium Hude[2]
- 1994: Internationales Bildhauersymposium Müggenwalde[2]

## Arbeiten in öffentlichem Besitz
- Niedersächsisches Ministerium für Bundesangelegenheiten, Hannover[2]
- Bezirksregierung Braunschweig[2]
- Museum für Ostdeutsche Kunst, Regensburg[2]
- VGH Versicherungen, Hannover[2]

Werke Mätzigs finden sich zudem im Besitz der Städte Göttingen, Hildesheim, Kassel und Einbeck.